# Бобошко Олександр Олександрович
Олександр Олександрович Бобошко (нар. 18 лютого 1971, Харків) — український поет. Автор шести поетичних збірок, член НСПУ з 2013 року. За фахом інженер, закінчив Харківський інститут радіоелектроніки.
Член літературно-мовного клубу «Апостроф».

## Премії, нагороди
Гран Прі міжнародного літературного фестивалю «Просто так», 2007[джерело?]. Дипломант (2004) та лауреат (2005) обласних оглядів-конкурсів «Молода Слобожанщина». Дипломант конкурсу імені О. С. Масельського 2012 року. Переможець інтернет-конкурсу «Поетичні майстерні» 2006 року.

## Книжки
- Жевріє. — Харків, Апостроф, 2011
- У світі втрат і свят: Вірші. — Харків: ЕДЕНА, 2009. — 64 с. ISBN 978-966-8230-64-6
- Ніч на п'ятницю, 2005
- Пора терезів, 2006
- Шукран, Багдаде, 2008